# Bombus terricola occidentalis
Sous-espèce
Bombus terricola occidentalis est une sous-espèce de bourdons de l'espèce Bombus terricola.